# Andrzej Szwan
Andrzej Roch Szwan (ur. 16 sierpnia 1938 w Warszawie) – polski artysta estradowy i fotomodel, występujący jako drag queen Lulla la Polaca.

## Życiorys
Urodził się 16 sierpnia 1938 w Warszawie. Jest synem Stefana Szwana (pochodzącego od niemieckich osadników Schwanów spod Pabianic) i Feliksy z domu Czuksanow (z prawosławnych Czuksanowów z guberni pskowskiej osiadłych na Pradze). Po wybuchu II wojny światowej został przygarnięty przez rodzinę Zająców, a ostatecznie znalazł się pod opieką siostry swojego ojca, Janiny Stawskiej (1901–1963), której mąż, Apolinary (1901–1977), był członkiem Armii Krajowej i działaczem podziemia antyfaszystowskiego. Szwan traktował przybranych rodziców jak biologicznych, a z biologicznymi nie utrzymywał kontaktów.
Po zakończeniu wojny wychowywał się na Pradze. Był chorowitym dzieckiem, w młodości chorował m.in. na anemię. W okresie gimnazjalnym uczęszczał na zajęcia młodzieżowego kółka teatralnego w Pałacu Kultury i Nauki. W 1956 zdał maturę w IV LO im. Adama Mickiewicza w Warszawie, po czym starał się o przyjęcie na studia w Państwowej Wyższej Szkole Teatralnej im. Aleksandra Zelwerowicza, jednak nie zdał egzaminów. Z powodu choroby matki był zmuszony zrezygnować z dalszej edukacji i podjął pracę w Stołecznym Przedsiębiorstwie Transportowym Handlu Wewnętrznego jako ekonomista w dziale technicznym. Pracował także w dziale ekonomicznym Zjednoczenia Transportu Samochodowego Łączności i w dziale chemicznym Zjednoczenia Przemysłu Chemicznego. W późniejszym czasie rozpoczął studia prawnicze na Uniwersytecie Warszawskim. Jako urzędnik państwowy przebywał na kontraktach m.in. w Libii i Iraku. W latach 90. pracował w kancelarii adwokackiej.
W 2012, za sprawą Kim Lee, zadebiutował na scenie jako drag queen. Występuje w klubach i festiwalach związanych ze społecznością queer, na których prezentował m.in. widowisko Lulla Show. Zdjęcia Szwana pojawiły się m.in. w magazynie „Vogue”; wziął też udział w kampanii Levi's Pride 2021. Zagrał w teledyskach do piosenek Ralpha Kaminskiego: „2009” (2019), „Tata” (2021) i „Pies” (2022), a także w teledysku Miuosha do utworu „Klucze” (2021). Na początku lat 20. wystąpił w rolach epizodycznych w dwóch filmach fabularnych: Wszystkie nasze strachy (2021, jako Felix) i 8 rzeczy, których nie wiecie o facetach (2022, jako drag queen). W czerwcu 2022 premierę w Teatrze Powszechnym w Warszawie miał spektakl w reż. Agnieszki Błońskiej Orlando. Biografie z gościnnym udziałem Szwana. W tym samym roku został głównym bohaterem polsko-czeskiego filmu dokumentalnego Bogny Kowalczyk Boylesque. W 2024 wydał książkę autobiograficzną pt. Lulla la Polaca. Żyć to ja potrafię!, stanowiącą wywiad rzekę, przeprowadzony ze Szwanem przez Wiktora Krajewskiego.
Jest gejem i działaczem na rzecz praw osób nieheteronormatywnych. Mieszka na warszawskim Targówku.